# Tonalix
Tonalix är en ort i Mexiko.   Den ligger i kommunen Cuetzalan del Progreso och delstaten Puebla, i den sydöstra delen av landet, 180 km öster om huvudstaden Mexico City. Tonalix ligger 283 meter över havet och antalet invånare är 240.
Terrängen runt Tonalix är huvudsakligen kuperad, men åt nordost är den platt. Runt Tonalix är det tätbefolkat, med 383 invånare per kvadratkilometer. Närmaste större samhälle är Olintla, 17,1 km väster om Tonalix. I omgivningarna runt Tonalix växer huvudsakligen savannskog.